# Борівка (річка)
Борівка (біл. Бароўка) — річка в Чериковському і Климовицькому районах Могильовської області Білорусі, ліва притока річки Лобжанка (басейн Дніпра).
Довжина річки 15 км. Площа водозбору 78 км². Середній нахил водної поверхні 1,97 ‰.
Починається за 2,5 км на південний схід від села Борова Чериковського району, гирло за 2 км на північ від села Сінеж Климовицького району. Водозбір у межах Оршансько-Могильовської рівнини. Протягом 7,5 км каналізована (село Борова — 0,8 км на північний захід від села Гута Климовицького району).